# New Year's Revolution (2007)
New Year's Revolution (2007)  foi um evento pay-per-view de wrestling profissional realizado pela World Wrestling Entertainment, ocorreu no dia 7 de janeiro de 2007 no Savvis Center em St. Louis, Missouri. Esta foi a terceira e última edição da cronologia do New Year's Revolution. No evento principal John Cena derrotou  Umaga para manter o WWE Championship.

## Antes do evento

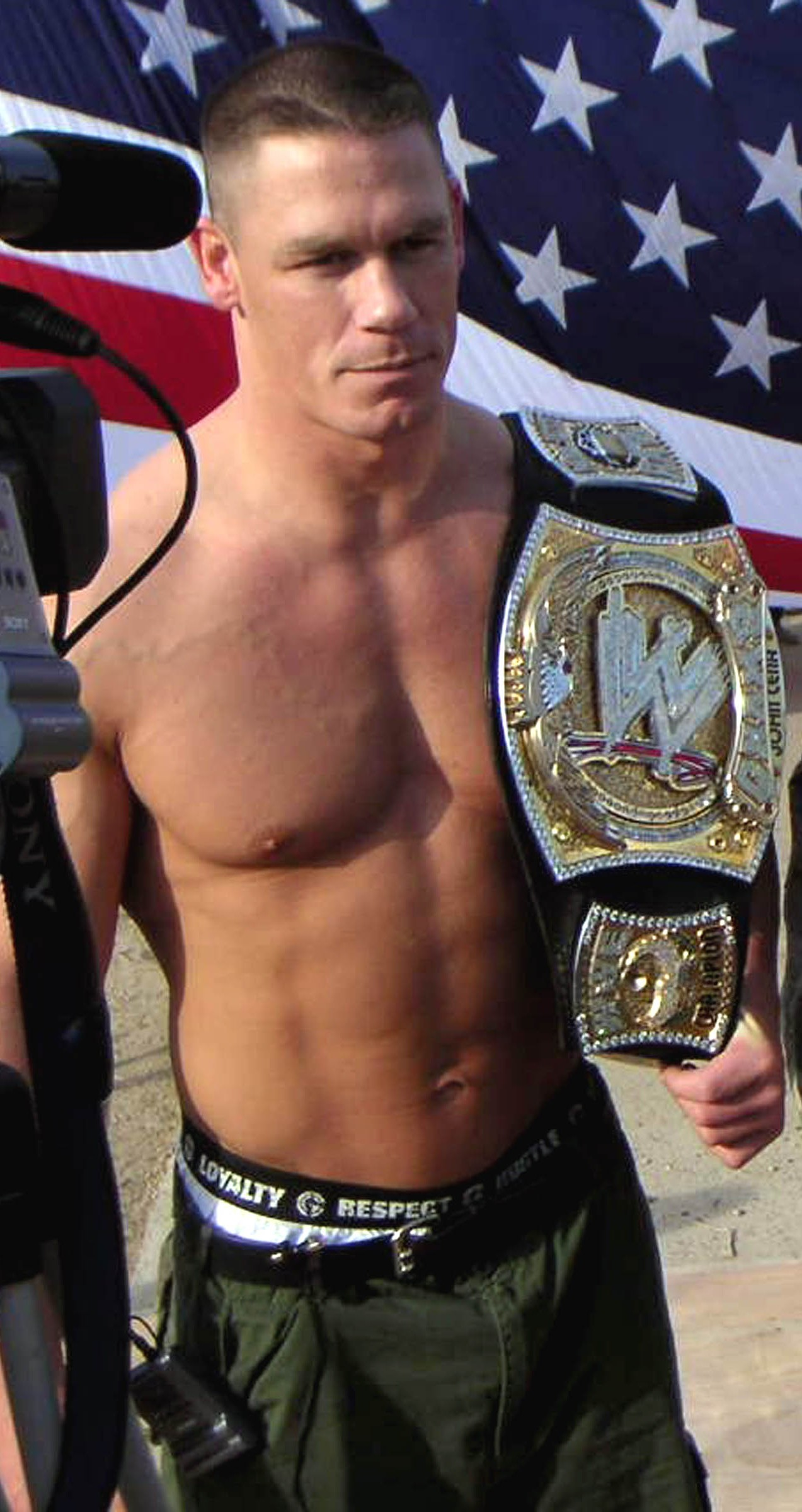
John Cena venceu Umaga para manter o WWE Championship.

New Year's Revolution teve lutas de wrestling profissional de diferentes lutadores com rivalidades e histórias pré-determinadas que se desenvolveram na Raw — programa de televisão da World Wrestling Entertainment. Os lutadores interpretaram um vilão ou um mocinho seguindo uma série de eventos para gerar tensão, culminando em várias lutas.

## Resultados
| #                              | Lutas | Estipulação                                                           | Duração |
| ------------------------------ | --- | --------------------------------------------------------------------- | ------- |
| Dark                           | Vladimir Kozlov derrotou Eugene | Singles match                                                         | 02:00   |
| 1                              | Jeff Hardy (c) derrotou Johnny Nitro (com Melina) | Steel Cage match pelo WWE Intercontinental Championship               | 14:41   |
| 2                              | Cryme Tyme (Shad Gaspard e JTG) derrotaram The Highlanders (Robbie e Rory McAllister), The World's Greatest Tag Team (Shelton Benjamin e Charlie Haas), Jim Duggan & Super Crazy e Lance Cade & Trevor Murdoch - Haas & Benjamin eliminaram Robbie & Rory McAllister (05:02) quando Benjamin derrotou Robbie. - Haas & Benjamin eliminaram Jim Duggan & Super Crazy (07:30) quando Haas derrotou Crazy. - Lance Cade & Trevor Murdoch derrotaram Haas & Benjamin (11:51) quando Murdoch derrotou Haas. - Cryme Tyme derrotou Cade & Murdoch (18:14) quando Cade foi derrotado. | Tag Team Turmoil por uma luta futura pelo World Tag Team Championship | 18:14   |
| 3                              | Kenny Dykstra derrotou Ric Flair | Singles match                                                         | 09:59   |
| 4                              | Mickie James (c) derrotou Victoria | Singles match pelo WWE Women's Championship                           | 06:49   |
| 5                              | Rated-RKO (Edge e Randy Orton) (c) vs. D-Generation X (Triple H e Shawn Michaels) acabou sem vencedores. | Tag Team match pelo World Tag Team Championship                       | 31:37   |
| 6                              | Chris Masters derrotou Carlito (com Torrie Wilson) | Singles match                                                         | 05:58   |
| 7                              | John Cena (c) derrotou Umaga (com Armando Alejandro Estrada) | Singles match pelo WWE Championship                                   | 17:16   |
| (c) - Campeão(s) antes da luta | |                                                                       |         |